# Fumibotys
Fumibotys é um gênero de mariposa pertencente à família Crambidae.